# عبد الدائم بن زين الدين
تشي عبد الدائم بن زين الدين (29 أبريل 1938 - 13 نوفمبر 2024) هو سياسي ورجل أعمال ماليزي شغل منصب وزير المالية من عام 1984 إلى عام 1989 ومرة أخرى من عام 1991 إلى عام 2001 في عهد مهاتير محمد. وكان أيضًا عضوًا في البرلمان من عام 1982 إلى عام 2004.

## وفاته
توفي في 13 نوفمبر 2024، بعد أن أُدخل إلى مستشفى أسونتا، بيتالينج جايا قبل قُرابة شهر من هذا التاريخ.

## روابط خارجية
- الموقع الرسمي
- ماليزيا.نت